# Tetragnatha pallida
Tetragnatha pallida este o specie de păianjeni din genul Tetragnatha, familia Tetragnathidae, descrisă de O. P.-cambridge, 1889. Conform Catalogue of Life specia Tetragnatha pallida nu are subspecii cunoscute.